# الأسرة المصرية الثانية عشر
الأسرة المصرية الثانية عشر تعتبر هذه الأسرة من قبل علماء المصريات قمة المملكة الوسطى وهي آخر الأسر في المملكة المصرية الوسطى. حكمت الأسرة الثانية عشر لمدة 189 عاما ( من عام 1991 - 1802 قبل الميلاد)
التسلسل الزمني للأسرة الثانية عشرة هو الأكثر استقرارًا في أي فترة ما قبل الدولة الحديثة. ذكر المؤرخ مانيتون أن مقر الحكم كان في طيبة ، ولكن السجلات المعاصرة أظهرت أن الملك الأول لهذه الأسرة (أمنمحات الأول) قد نقل مقر الحكم إلى مدينة جديدة تسمى إج تاوي. لم يتم اكتشاف موقع إج تاوي بعد ، ولكن يُعتقد أنها تقع قريبا من الفيوم ، ربما بالقرب من المقابر الملكية في اللشت.
إن ترتيب ملوك الأسرة الثانية عشر معروف جيدًا من عدة مصادر أولها قائمتان مسجلتان في المعابد: واحدة في أبيدوس والأخرى في سقارة ، بالإضافة إلى قوائم مشتقة من أعمال مانيتون. يمكن ربط التاريخ المسجل في عهد سنوسرت الثالث بالدورة السوثية ، وبالتالي ، يمكن تحديد سنة وقوع العديد من الأحداث خلال هذه عصر هذه الأسرة بشكل دقيق.

## ملوك الأسرة الثانية عشر
- أمنمحات الأول (سحتب اب رع) 1991 – 1962ق.م
- سنوسرت الأول (خبر كارع) 1956 - 1911 ق.م
- امنمحات الثاني (نوب كاورع) 1911 - 1877 ق.م
- سنوسرت الثاني (خاع خبررع) 1877 - 1870 ق.م
- سنوسرت الثالث (خاع كاورع) 1836 - 1817 ق.م
- أمنمحات الثالث (ني ماعت رع) 1817 - 1772 ق.م
- أمنمحات الرابع (ماعت خرورع) 1772- 1763 ق.م
- سبك نفرو (سبك كارع) 1763 - 1759 ق.م

## معرض صور

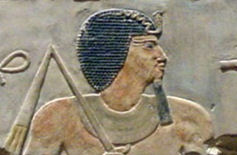
نقش للفرعون أمنمحات الأول . متحف المتروبوليتان في نيويورك
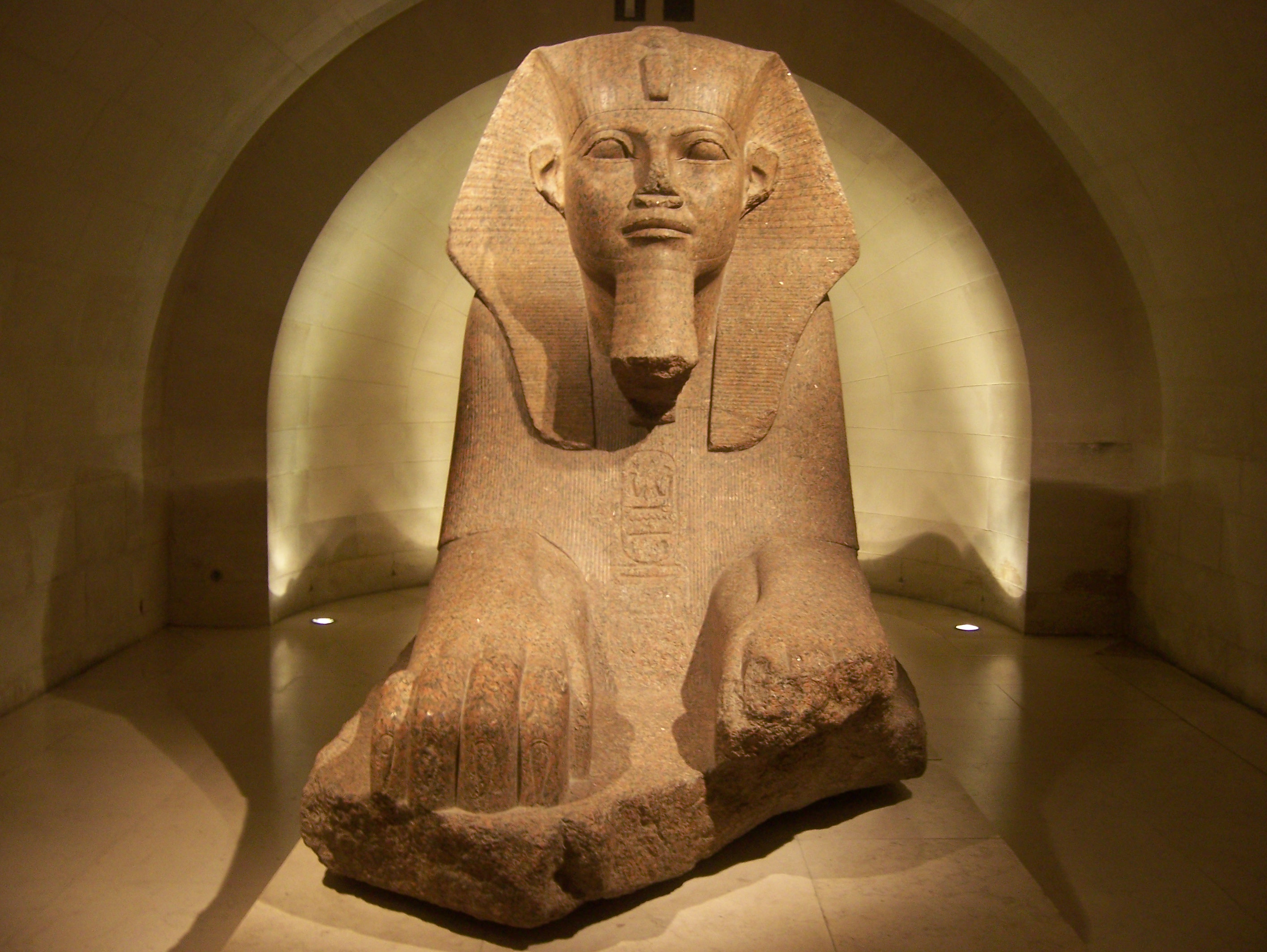
تمثال أبو الهول العظيم الذي يحمل أسماء أمنمحات الثاني (الأسرة الثانية عشرة) ومرنبتاح (الأسرة التاسعة عشرة) وشيشنق الأول (الأسرة الثانية والعشرون).
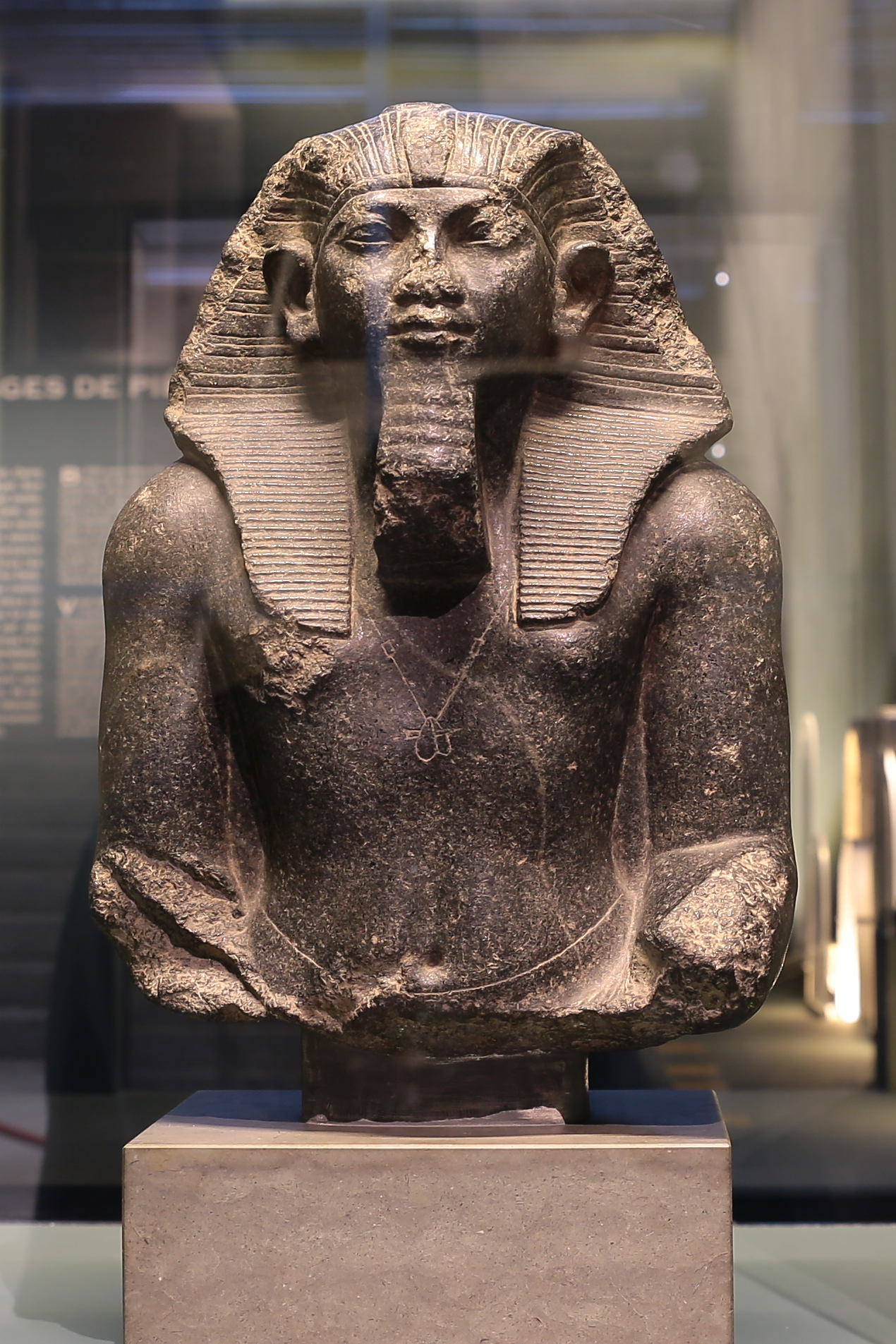
الجزء العلوي من تمثال الفرعون سنوسرت الثاني. صُنع من الجرانيت بارتفاع 35 سم. كوبنهاغن.
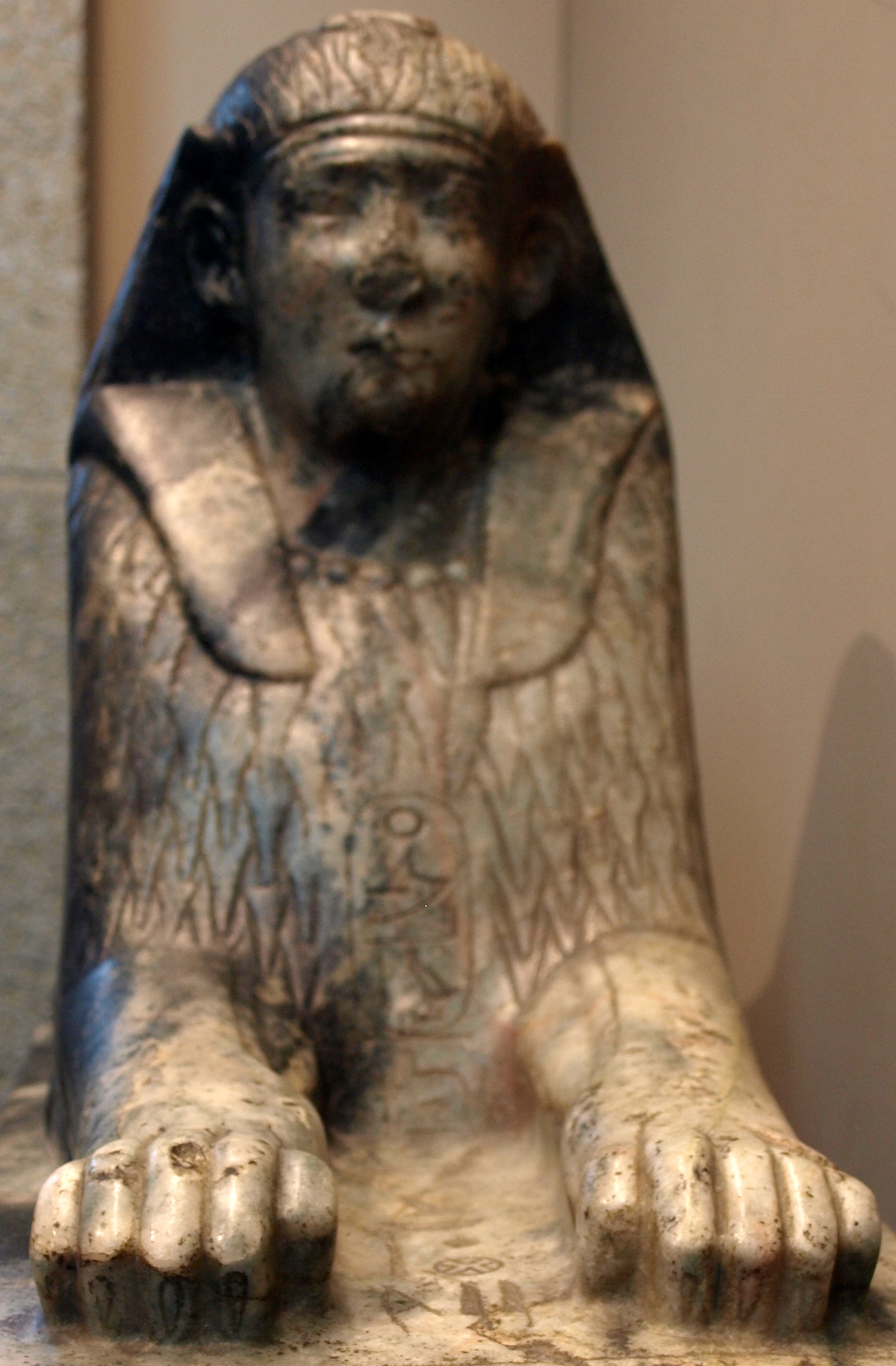
تمثال مصنوع من النايس للفرعون أمنمحات الرابع.
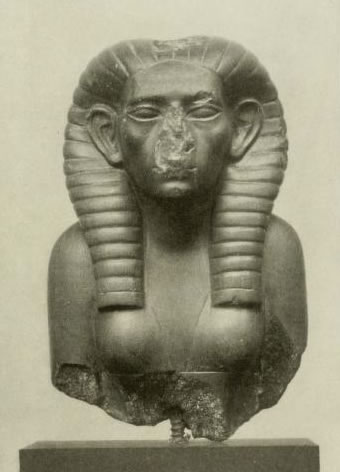
تمثال رأس الملكة سبك نفرو رع، المتحف المصري ببرلين 14475 (فُقِد في الحرب العالمية الثانية)
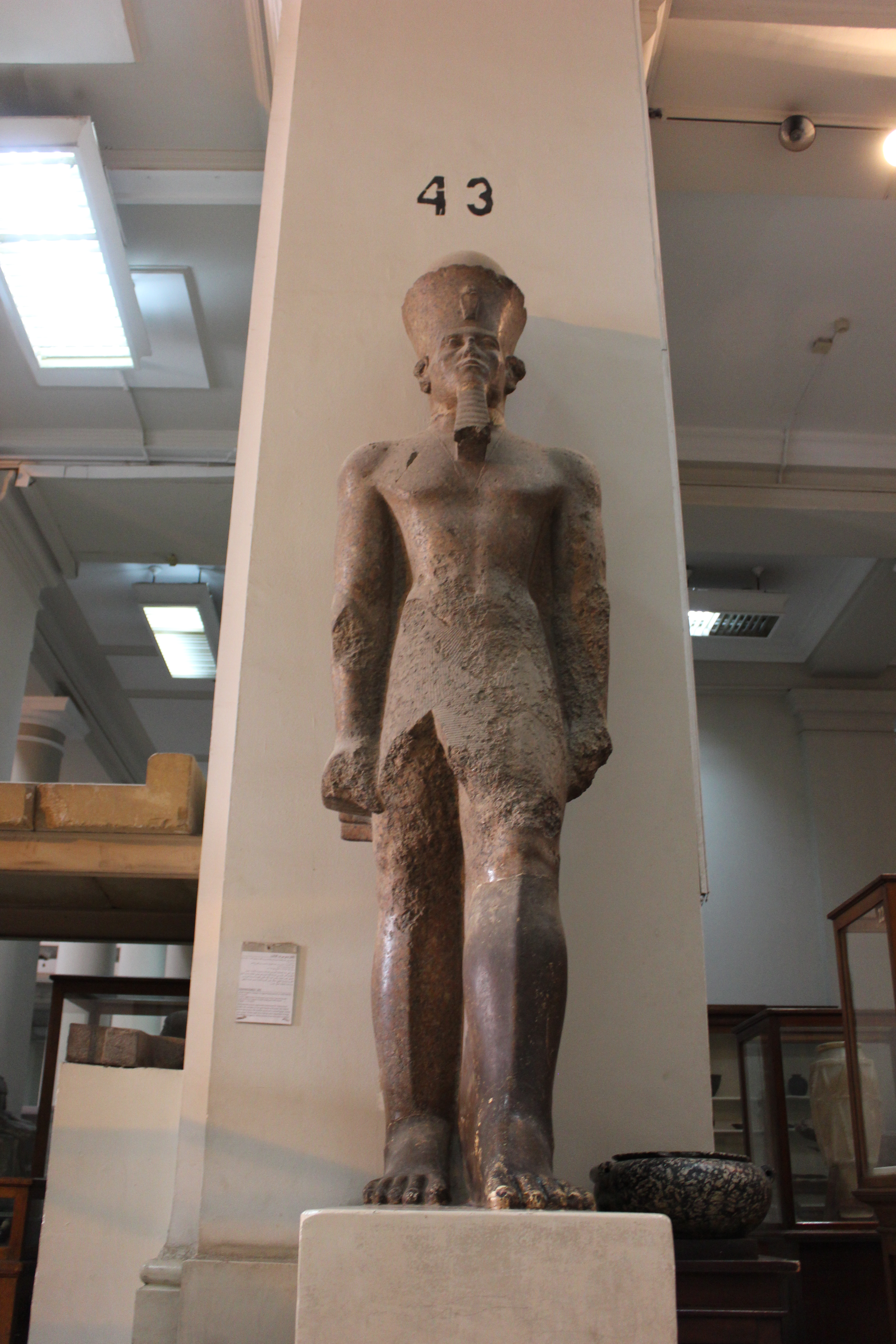
تمثال للملك سنوسرت الثالث. المتحف المصري
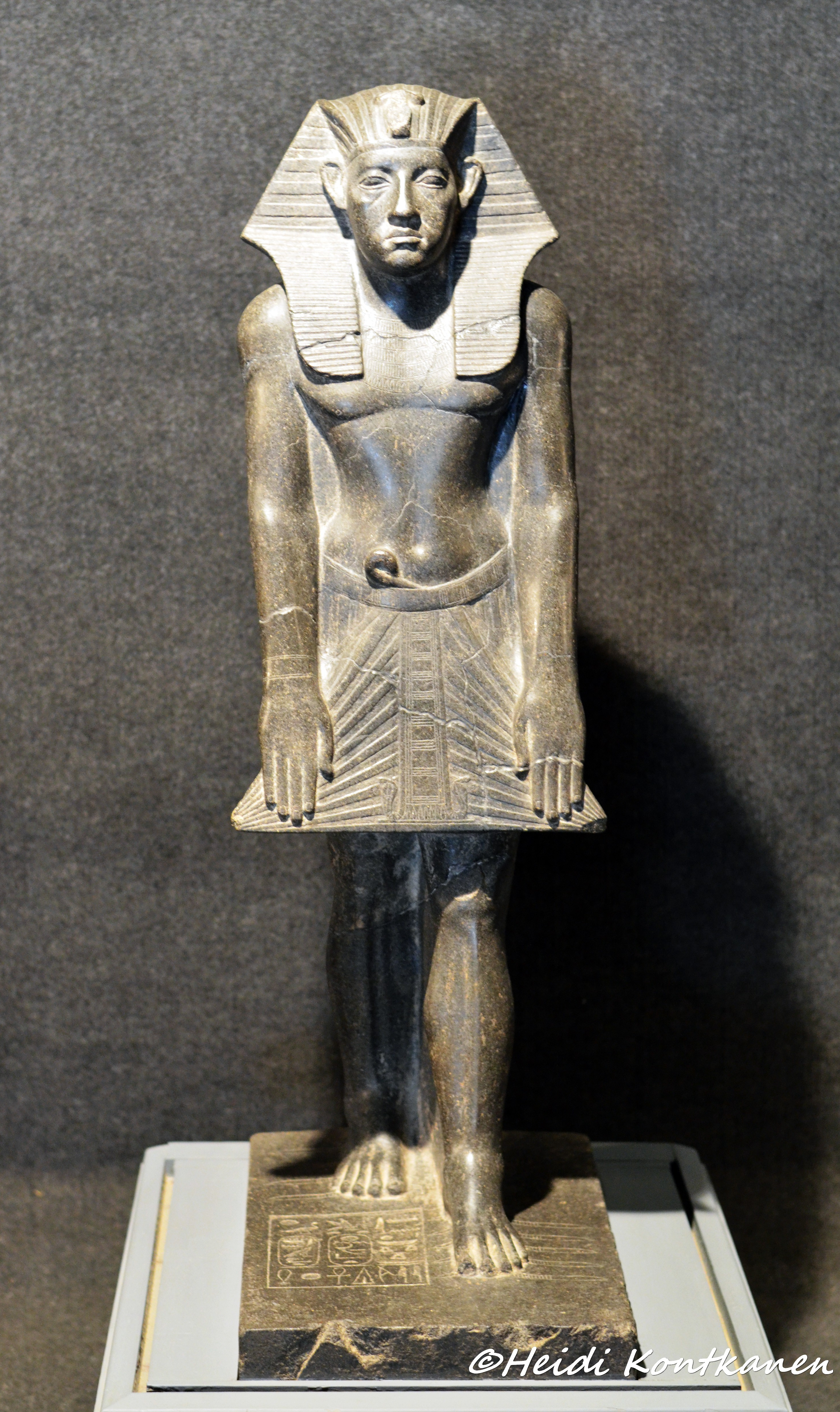
تمثال للفرعون أمنمحات الثالث. متحف الأقصر
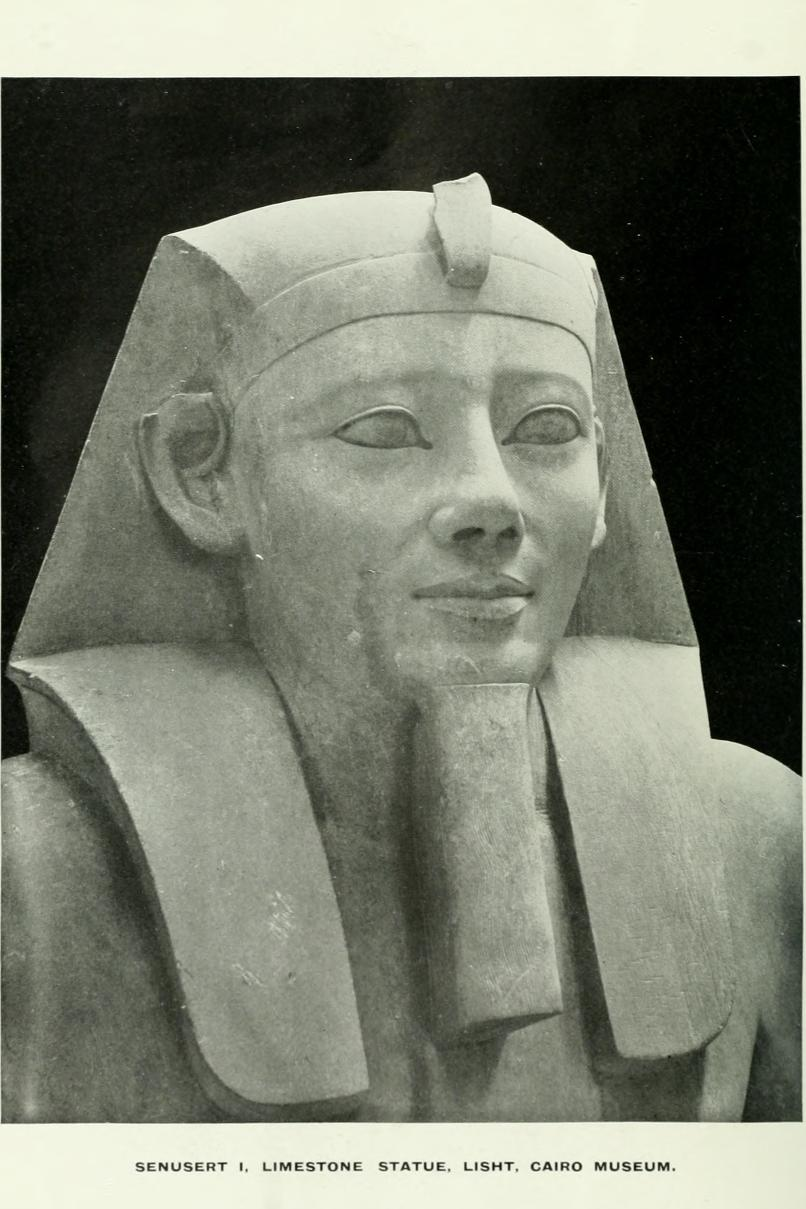
تمثال الفرعون سنوسرت الأول .متحف القاهرة ، مصر